# Enoch Adeboye
Enoch Adejare Adeboye, né le 2 mars 1942, est un pasteur pentecôtiste nigérian et le superviseur général de la Redeemed Christian Church of God.

## Biographie
Enoch Adejare Adeboye est né le 2 mars 1942 à Ifewara, près d’Ife, dans l’État d'Osun . Il a étudié en mathématiques à l’Université du Nigeria et a obtenu un Bachelor of Science en 1967 . Cette même année, il se marie avec Foluke Adenike. Puis, il a étudié en hydrodynamique à l’Université de Lagos et a obtenu un master en 1969. Il rejoint la Redeemed Christian Church of God en 1973 et commence à interpréter les prédications du pasteur Josiah Olufemi Akindayomi en anglais. Il a également étudié en mathématiques appliquées à l’Université de Lagos et a obtenu un doctorat en 1975. Par la suite, il occupe un poste de professeur de mathématiques à l’Université de Lagos .  Il est ordonné pasteur de la Redeemed Christian Church of God en 1977 .

### Ministère
En 1981, il est désigné superviseur général de la Redeemed Christian Church of God, selon le testament du pasteur Akindayomi, décédé en 1980,,.
En 2008, le magazine Newsweek place le pasteur Adeboye dans sa liste des 50 personnes les plus influentes du monde, notant qu'il a une réputation d’honnêteté.

## Doctorats honoris causa
Il a reçu plusieurs Doctorats honoris causa.
- 2009 : Doctorat honoris causa, Université de Lagos
- 2009 : Doctorat honoris causa, Université du Nigeria
- 2009 : Docteur en théologie, Canada Christian College
- 2011 : Doctorat honoris causa, Université d'Ibadan
- 2015 : Docteur en sciences, Université de Lagos
- 2016 : Doctorat honoris causa, Université Obafemi-Awolowo[11]
- 2017 : Docteur en théologie, Université du Nigeria[12]
- 2022 : Docteur en théologie, Université Oral Roberts[13]